# Miroslav Tadić

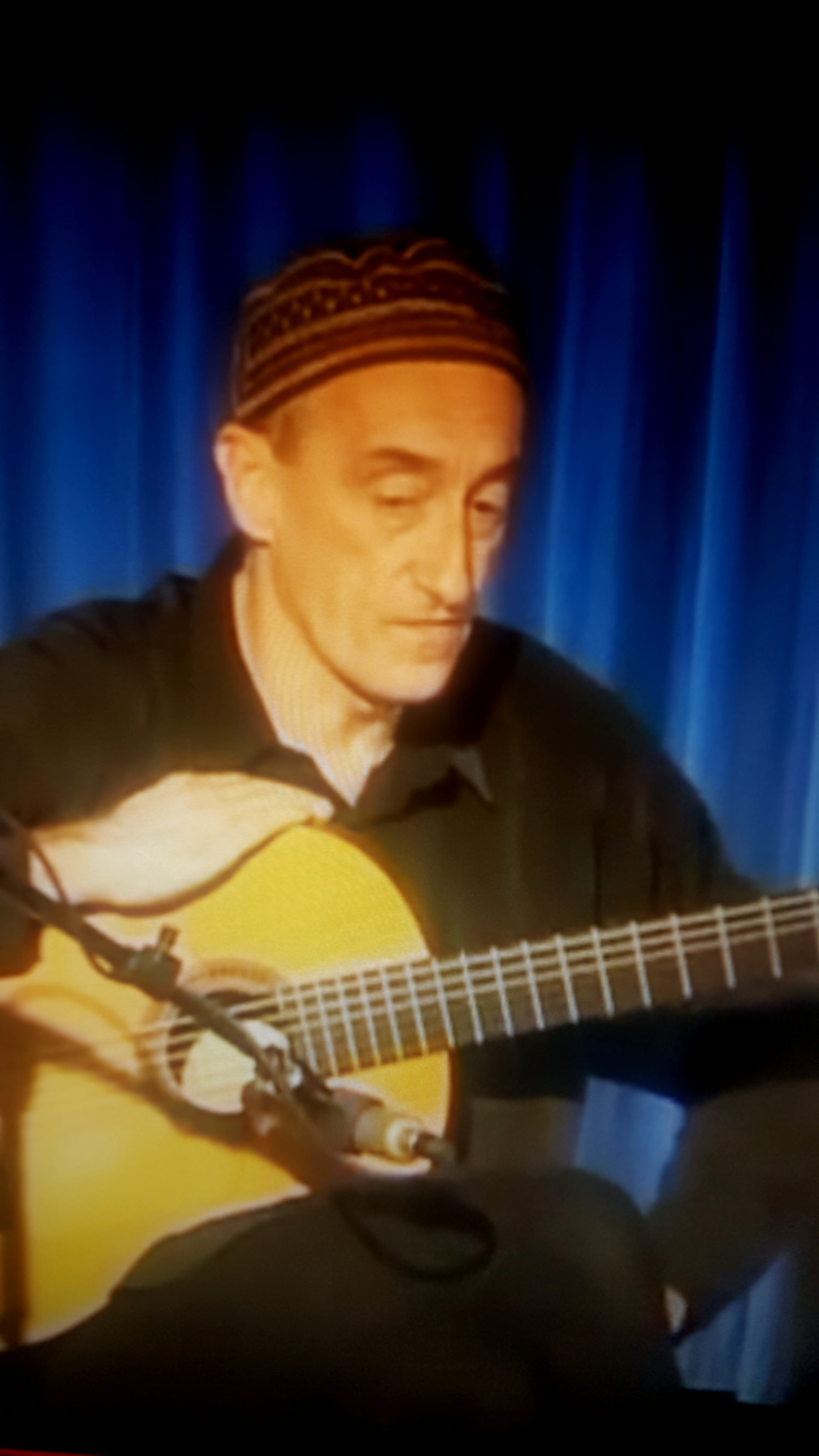
Miroslav Tadic

Miroslav Tadić (1959) es un guitarrista, compositor y educador serbio.

## Biografía
Actúa regularmente en Europa, Japón y los Estados Unidos, y ha realizado más de 30 grabaciones para numerosas compañías que incluyen CMP Records, MA Recordings, Croatia Records, Enja Records, Leo Records, y Sony Clásico.
La música de Tadić se inspira en diversas fuentes que incluyen la música clásica europea e india, música tradicional balcánica, flamenco, blues, jazz y rock, interpretado y realizado grabaciones en variados formatos.
Tadić ha colaborado con la acordeonista y compositora Merima Ključo, con el músico, poeta y filósofo Rambo Amadeus, Terry Riley, la Ópera de Los Angeles con Placido Domingo, Howard Levy, Joachim Kühn, Dusan Bogdanovic, Vlatko Stefanovski, Theodosii Spassov, Kudsi Erguner, Djivan Gasparyan, Pandit Swapan Chaudhuri, L. Shankar, Markus Stockhausen, Maria João, David Torn, Jack Bruce y The Grande Mothers Reinvented entre otros. Ha compuesto partituras para el galardonado largometraje croata 72 días y el documental Dance of the Maize God. Su música de cámara y obras para guitarra solo son publicadas por Les Éditions Doberman-Yppan.
En el número de enero de 1997, los editores de la revista Guitar Player eligieron a Tadić como uno de los treinta guitarristas más radicales e individuales del mundo.
Desde 1985 Tadić enseña guitarra, improvisación y música balcánica en el Instituto de las Artes de California en Los Ángeles.
Tadić ha tocado la guitarra en Grande Mothers, junto con Don Preston y Napoleón Murphy Brock.

## Discografía[9]
- Bracha (Con John Bergamo y David Philipson) (Cmp , 1988)
- Oscuro: Tamna Voda (con L. Shankar, David Desgarrado, Mark Nauseef) (Cmp, 1988)
- Let's Be Generous (con Joachim Kuehn, Tony Newton, Mark Nauseef) (Cmp, 1990)
- Cuentos de Levantine (con Dusan Bogdanovi) (M.A., 1990)
- Espejo de ventana (M.A., 1991)
- Sin Palabras (con Peter Epstein) (M.A., 1992)
- Llaves para Hablar Por (con Dusan Bogdanovi, Mark Nauseef) (M.A., 1992)
- Música de culebra (con Jack Bruce, David Desgarrado, Mark Nauseef) (Cmp, 1994)
- El Viejo País (con Howard Levy, Mark Nauseef) (M.A., 1996)
- The Jack Bruce Collector's Edition (Cmp, 1996)
- Baby Universo (con Jadranka Stojakovi) (Omagatoki, 1996)
- Luz quieta (con Markus Stockhausen, Mark Nauseef) (M.A., 1997)
- Cables sueltos (con Michel Godard y Mark Nauseef) (Enja, 1997)
- Krushevo (Con Vlatko Stefanovski) (M.A., 1998)
- En vivo en Belgrado (con Vlatko Stefanovski) (Third Ear, 2000)
- Cucuk (cn Son of Slavste) (Ma-no, 2000)
- Lulka (con Vanja Lazarova) (Third Ear, 2003)
- Treta Majka (con Vlatko Stefanovski y Theodosii Spassov) (Avalon, 2004)
- Snakish (con Wadada Leo Smith y Mark Nauseef) (Leo, 2005)
- Pangea (con Djivan Gasparyan y Swapan Chaudhuri) (Lian, 2006)
- Imam Pjesmu Za Tebe (Con Rade Serbedzija) (Croatia, 2008)
- En vivo en Zagreb (con Vlatko Stefanovski, Theodosii Spassov, Swapan Chaudhuri) (Croatia, 2008)
- Ponekad Dolazim, Ponekad Odlazim (con Rade ErbedIja) (Croatia, 2010)
- Migraciones (con Dusan Bogdanovi) (Doberman-Yppan, 2011)
- Escritura invisible (con Single Wing Turquoise Bird) (Night Fire Films, 2011)
- Vidarica (con los hermanos Teofilovi) (Nueve Vientos, 2012)
- Mirina (Croatia, 2013)
- Fiebre balcánica (con Vlatko Stefanovski,Theodosii Spassov, Mdr Leipzig Symphony conducida por Kristjan Jaervi) (Naive, 2014)
- Aritmia (Con Merima Ključo -Skrga music, 2016)
- Spavati,mozda sanjati (2017)